# 王萬春
王萬春（Wan-Chun Wang，1956年—），台灣宜蘭縣畫家，對於美術、音樂、文學及電影均涉獵。

## 生平簡介
王萬春年少時由於沉浸於探索繪畫，因而求學之路並不順遂；對畫家藍清輝與陳忠藏的作品產生強烈共鳴，立志成為畫家。1976年進入國立藝專雕塑科，隔年則休學自行研習繪畫。1979年在家鄉舉辦第一次個展。後入伍，閒暇時著迷於電影方面的論述，曾拍攝實驗性質的短片。1983年以琴藝餬口，舉辦了美術實驗作品展《ㄅㄆㄇ》。1985年經濟些許好轉，並始以鉛筆創作人物作品，但年中母親驟逝深受衝擊而停筆；直到隔年遠赴花蓮潛心沉澱，才奠基了繪畫風格的轉變。

## 創作風格簡介
王萬春青少年時期的創作（1973~1979）多以家鄉風土作為主題，例如火車調度場的繁忙情境。爾後開啟了實驗創作階段（1981~1983），以水蝕後的乳化塑膠漆取代傳統繪畫方式。1991年後因身體損傷不再創作水彩畫，改以壓克力、油畫顏料作畫，以及剪紙藝術。曾於台北永漢畫廊、春之藝廊、漢雅軒；高雄串門畫廊；台南新心畫廊等地舉辦個展。2006年在北京展出。一年完成平均三幅作品，最新展覽為2011年台中紅野畫廊之開幕展及台北滌煩茶寮個展。

## 代表作
- 《弱不好弄》：130x190cm   油彩畫布   2009年作 （页面存档备份，存于）

## 資料來源
1. ↑  蘇澳鎮志 （页面存档备份，存于），第791頁
2. 1 2  《王萬春繪畫作品集》：王萬春作，出版地不詳，出版者不詳，1992年作
3. ↑  .   [2011-10-24]. （原始内容存档于2014-01-08）.

## 外部參考
- 《王萬春繪畫作品集》：王萬春作，出版地不詳，出版者不詳，1992年作
- 紅野畫廊網站相關介紹 （页面存档备份，存于）